# Xã Hamilton, Quận Lee, Illinois
Xã Hamilton (tiếng Anh: Hamilton Township) là một xã thuộc quận Lee, tiểu bang Illinois, Hoa Kỳ. Năm 2010, dân số của xã này là 205 người.